# 面紗星雲
面紗星雲是在天鵝座中一團高溫與電離的氣體和塵埃雲。
它構成天鵝圈可見的部分。這個超新星殘骸中的許多部分已經獲得自己個別的名稱和可供識別的目錄編號。超新星的前身是顆質量比太陽大20倍的恆星，大約在8,000年前爆炸。之後，這些殘骸向外擴散，已經覆蓋了直徑3度的天空區域（大約是月球直徑的6倍，或面積的36倍）。星雲的距離還不確定，遠紫外分光探測器（Far Ultraviolet Spectroscopic Explorer）的資料認為它的距離大約是1,470光年。
哈伯太空望遠鏡捕捉了幾張這個星雲的影像。分析星雲的發射線，顯示有氧、硫和氫等元素。天鵝圈也是一個無線電波和X射線的強發射源 。
2015年9月24日新發布的圖像和影帶，以及對圖像的解釋。

## 成員
在現代，這個星雲有好幾個名稱：面紗星雲、捲狀星雲、和絲狀星雲等等，但通常都是指這個龐大星雲殘存的所有可見部分，或是整個環的本身。但這個結構是如此的巨大，以至於這個星雲不同部分的弧有自己個別的NGC編號。在視覺上可見的有三個主要部分： 
- 西面紗 （也稱為科德韋爾 34）：接近前景星天津增十九（天鵝座52）的部分，包括NGC 6960（"女巫的掃把"或"上帝的手指"）[11]、花邊星雲（Lacework Nebula）[7]、"纖維狀星雲"（Filamentary Nebula）[11]；
- 東面紗 （也稱為科德韋爾 33）：最明亮的區域是NGC 6992，向南延伸進入遠處較暗的NGC 6995（兩者合稱為"網狀星雲"）[12]和IC 1340；
- 皮克林的三角形（或 皮克林的三角刷）：在環的北部邊緣中間最亮的部分。在照片中可見繼續朝向環的中心區域伸展。

NGC 6974和NGC 6979是在NGC 6992和皮克林的三角形之間，環的北側一個微弱光斑中較明亮的結塊。

## 觀測

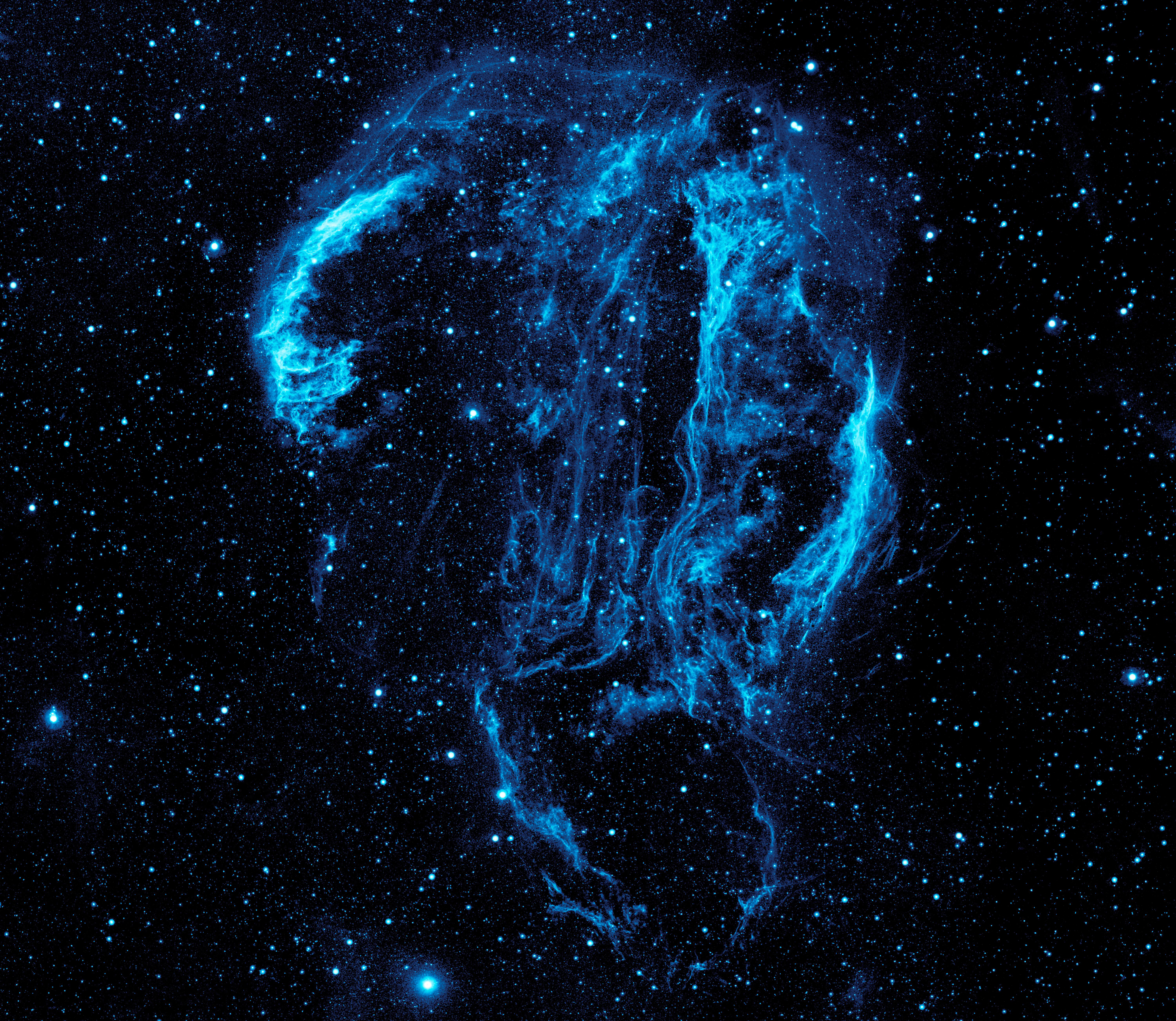
以紫外線拍攝的廣視野天鵝圈/面紗星雲。

這個星雲是威廉·赫歇爾在1784年9月5日發現的。他這樣描述這個星雲的西側：延伸通過天鵝座52……接近2度的長度，並且形容東側：雲狀的分支……向下分為幾個支流接近南邊在匯合。
當精細解析時，圖像的某些部分顯示為繩索狀細絲。標準的解釋是沖激波非常的薄，小於半徑的50,000分之一，在完全只有看見邊緣的外殼時，才看見外殼具有燈絲狀的外觀。在給定距離是1,470光年時，這個星雲的半徑是38.5光年（總寬度為77光年）。半徑的1/50,000，也就是這些細絲的厚度大約是60億公里，或大約是太陽至冥王星的距離。外殼表面的起伏導致圖像有多個絲狀，這些絲狀結構好像交織在一起。 
儘管星雲的累積星等達到7.0等，但是因為分布的面積廣大，以至於表面亮度相當低。因此很難看到，所以在天文學家中臭名昭著。不過，因為這個星雲的光幾乎都來自雙電離氧，所以觀測者可以在望遠鏡上使用OIII濾鏡（OIII濾鏡只讓雙電離氧的波長通過）清晰地看到星雲。藉助於OIII濾鏡，幾乎所有的望遠鏡都可以看見這個星雲。有些人認為，只要有OIII濾鏡，可以不加裝任何其他的光學輔助設備，就可以看到它。一架配置了OIII濾鏡的8-英寸（200-）望遠鏡拍攝的照片，可以明顯的看見細膩的花邊。
星雲較量的部分都有NGC天體表的編號：NGC 6960、6974、6979、6992和6995。最容易看見的部分是在天津增十九後面的NGC 6960，環東側的NGC 6992/5也是相對較容易看見的部分。環北側的微弱光斑中較明亮的結塊NGC 6974和NGC 6979也可以看見。皮克林的三角形要微弱得多，並且沒有 NGC 編號（然而偶爾會使用 6979 來標示它）。它是在NGC天體表出版以後，在1940年才被威廉敏娜·弗萊明；但是當時的哈佛天文台台長愛德華·皮克林依照當時的慣例，將功勞獨攬在自家身上。

## 在小說中
參見小說中的面紗星雲。

## 圖集

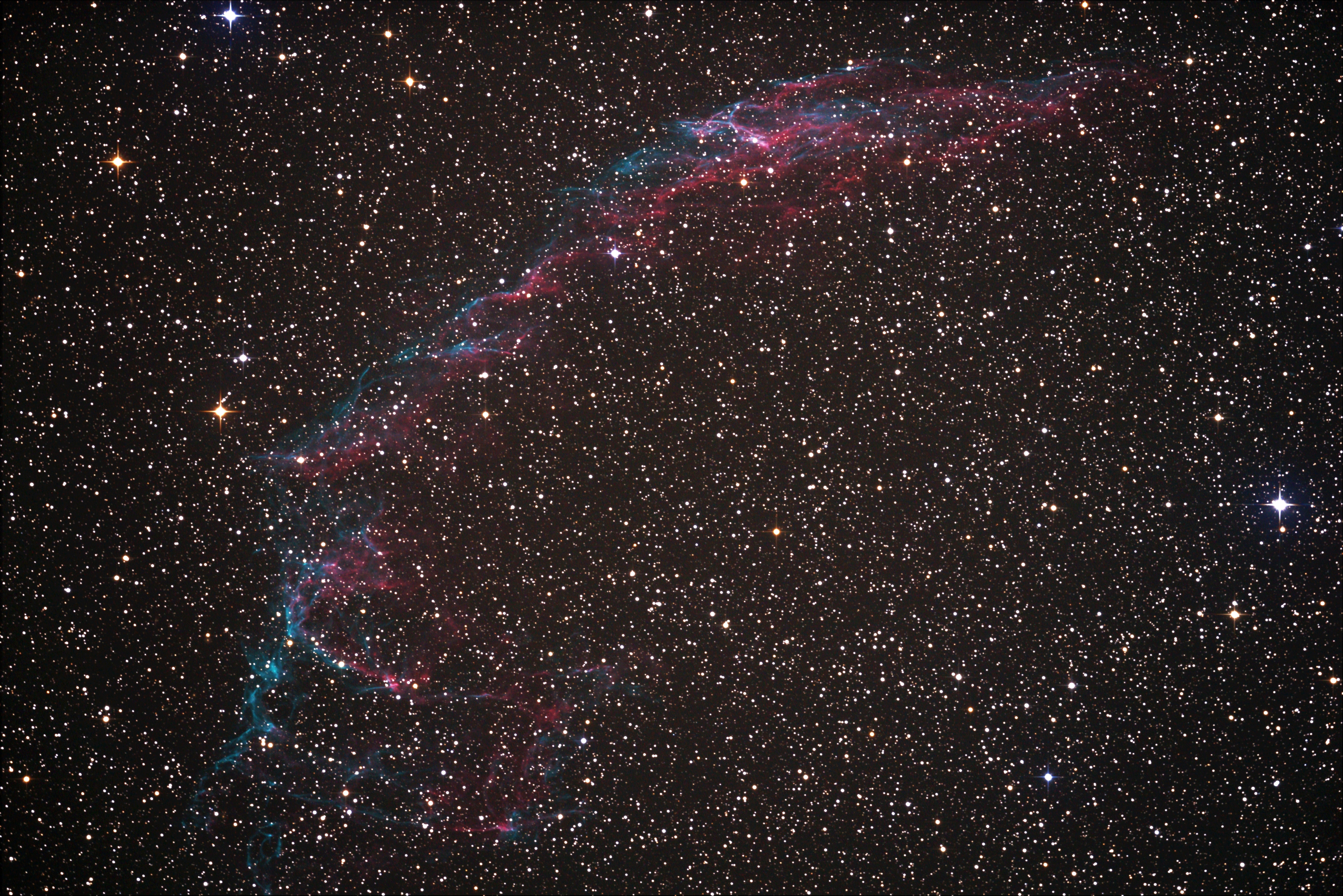
業餘裝備拍攝，廣視野的東面紗（NGC6992）
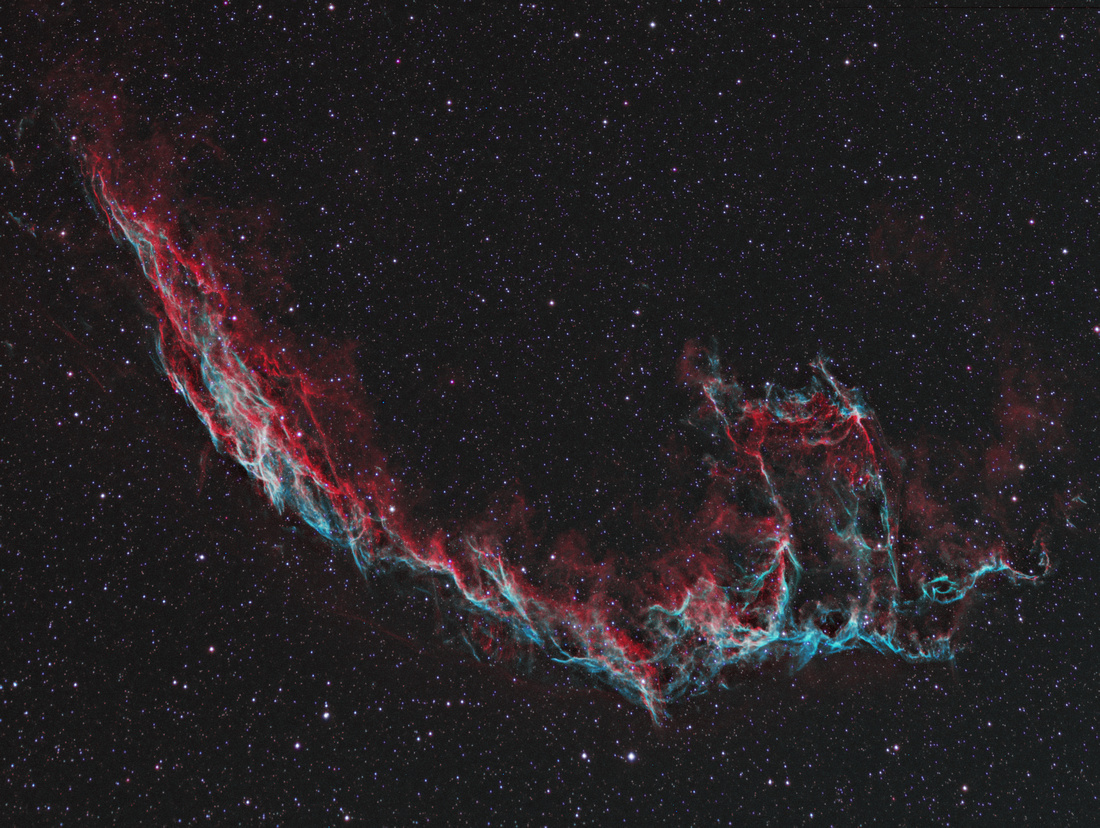
東面紗（NGC 6992/95）
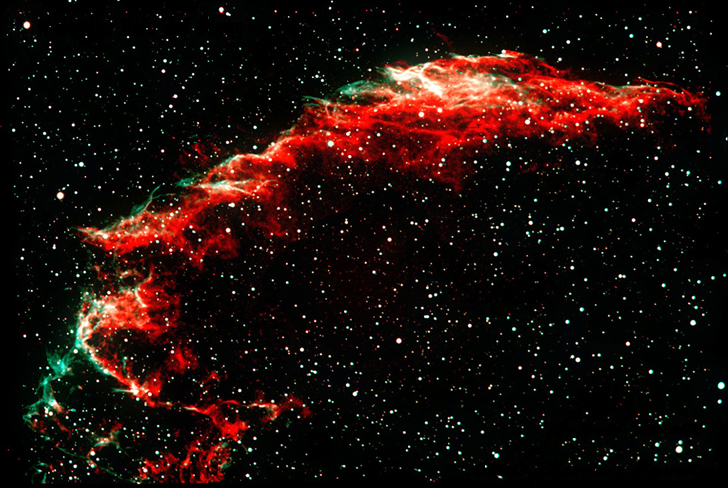
東面紗的細節（NGC6992）
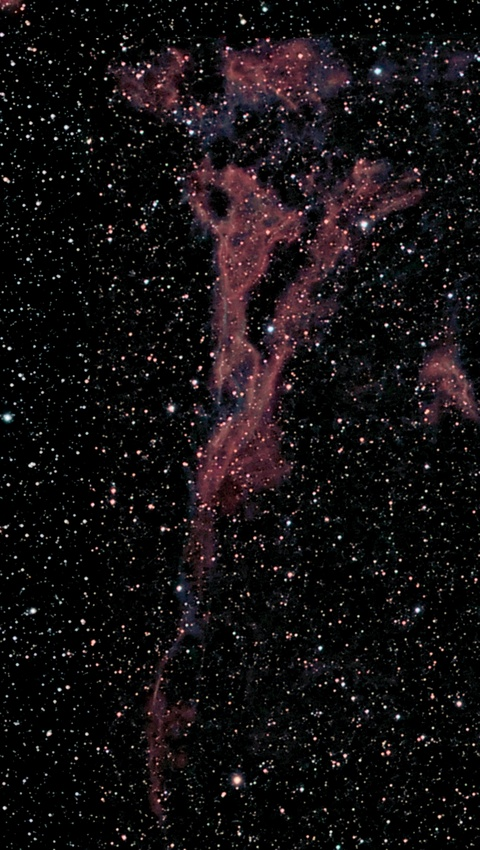
皮克林（弗萊明）的三角刷
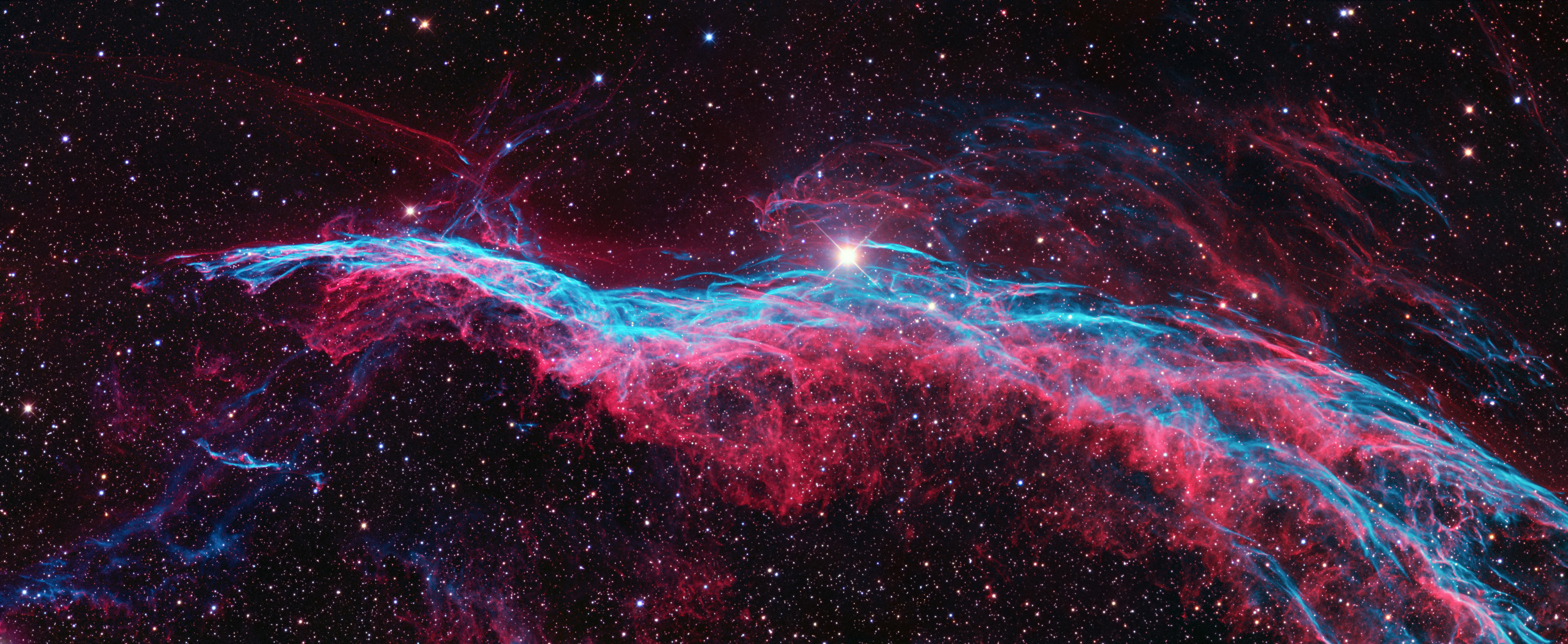
西面紗（NGC 6960）
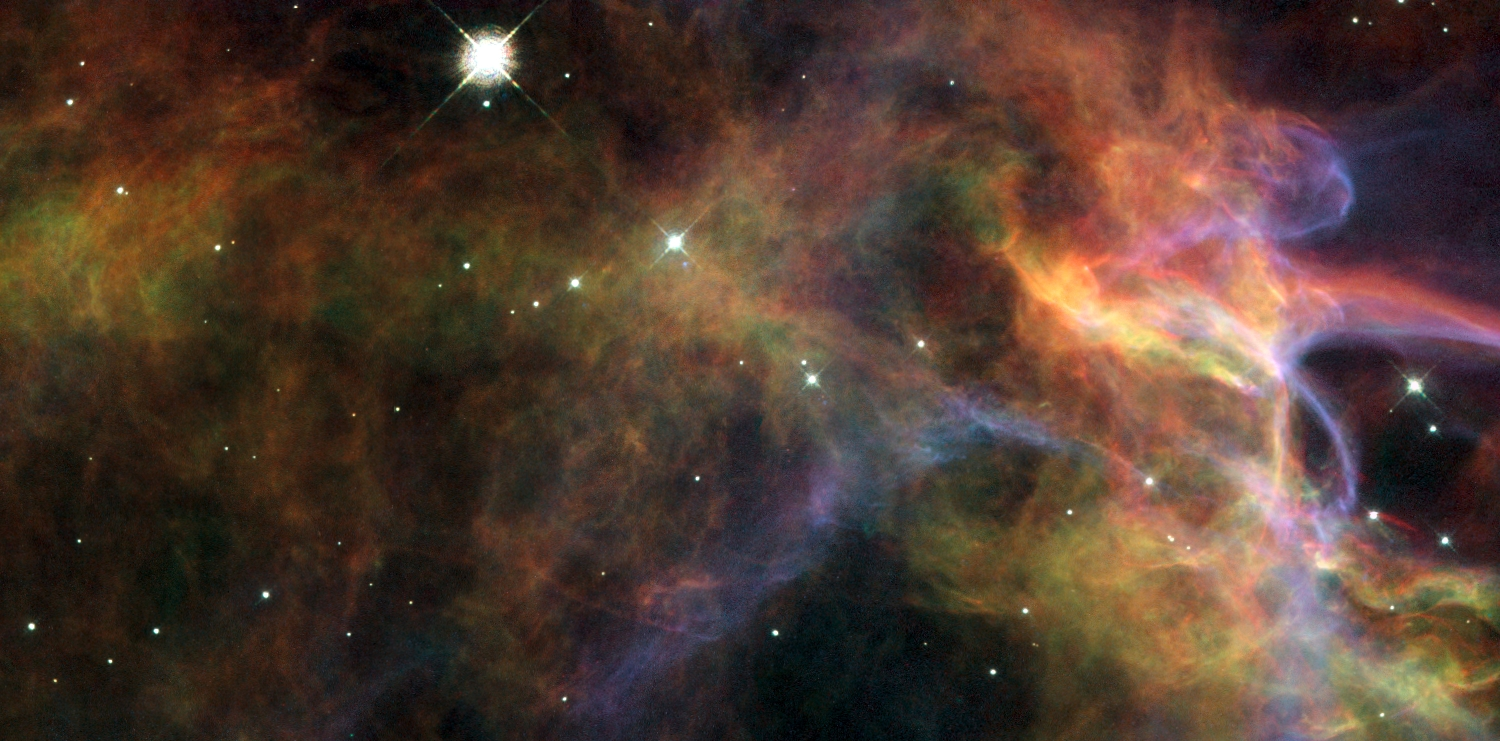
面紗星雲的細節。
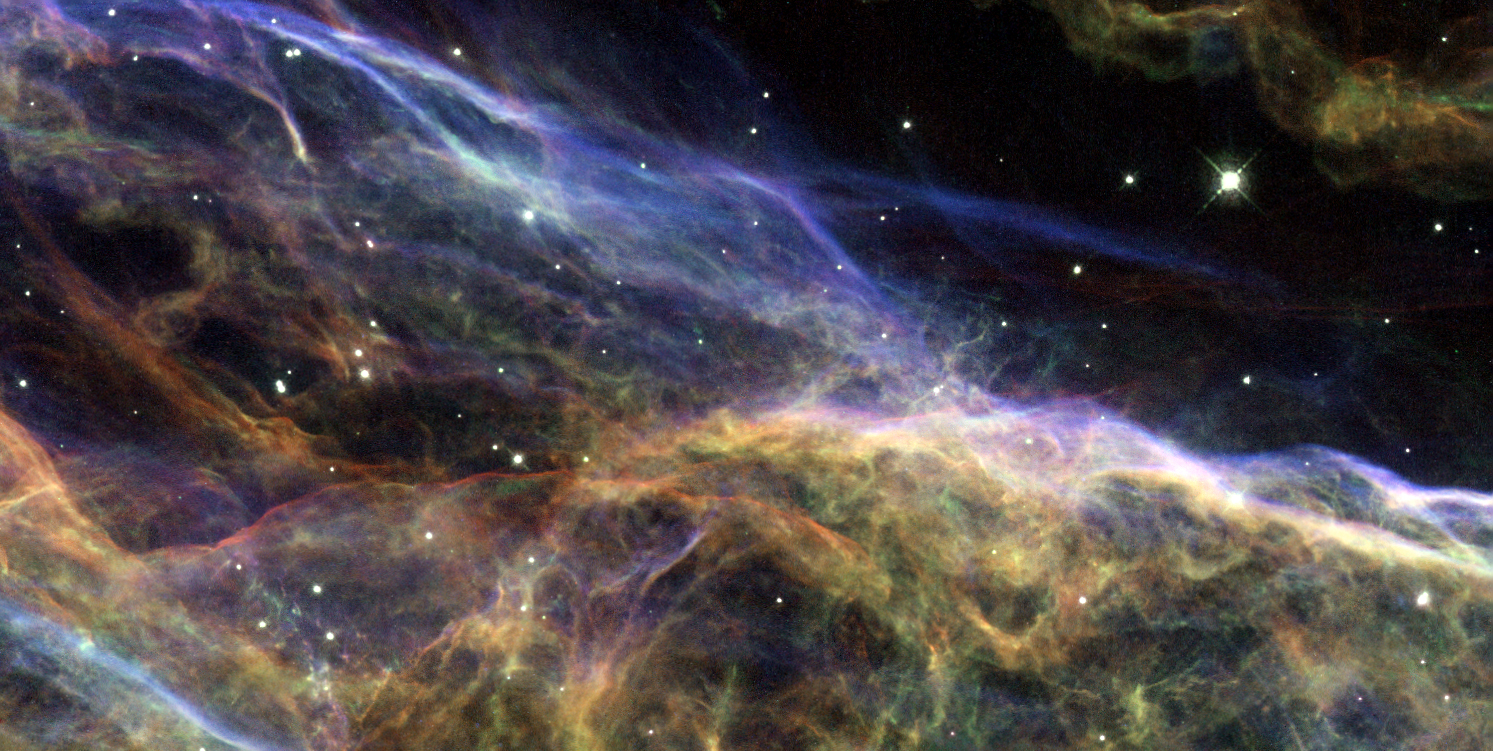
哈伯太空望遠鏡拍攝面紗星雲的一部分。
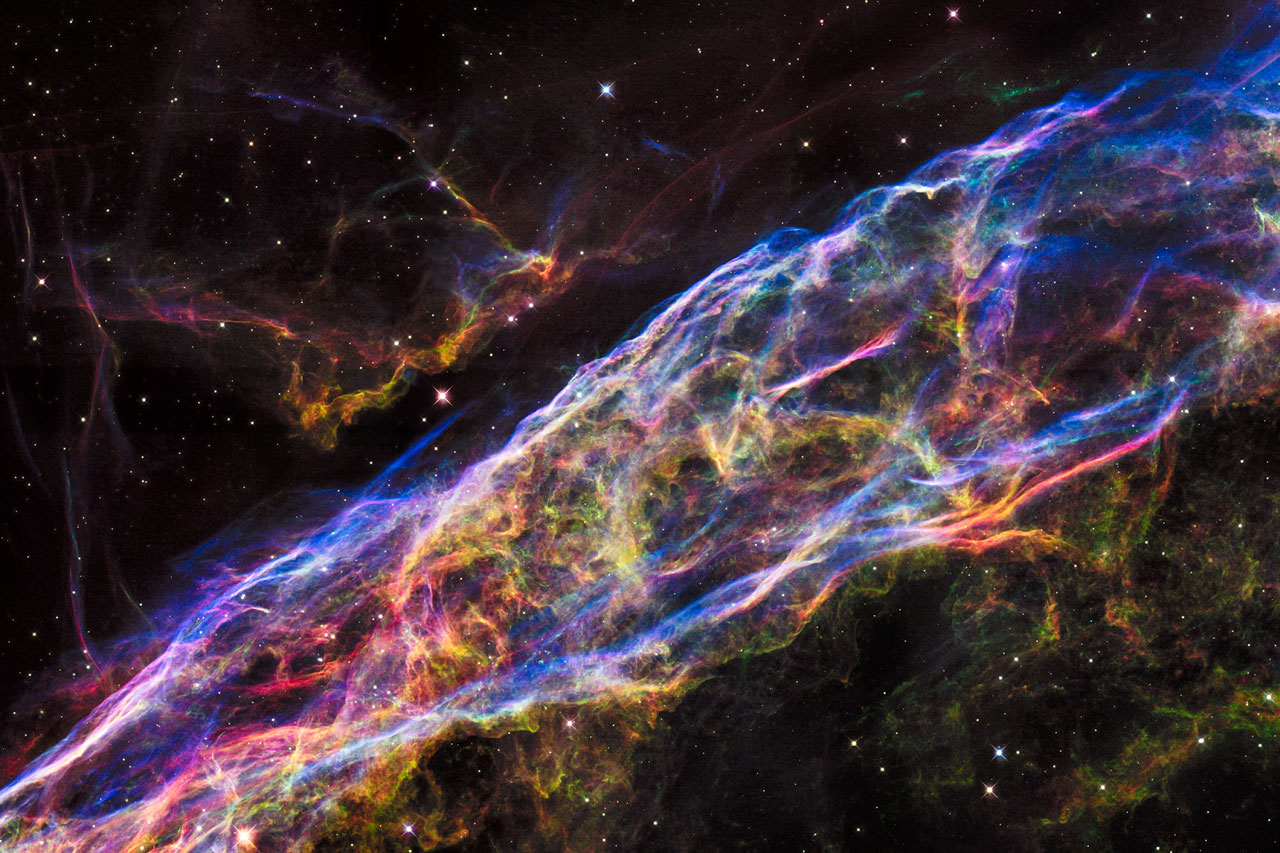
哈伯太空望遠鏡拍攝的面紗星雲[16]。
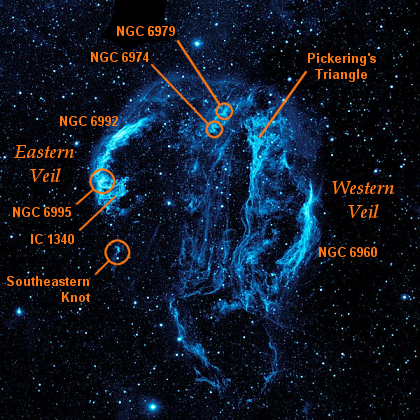
有標註的天鵝圈。

## 外部連結
- Australian Astronomical Observatory – IC 1340, photograph by David Malin
- spacetelescope.com （页面存档备份，存于） – "Uncovering the Veil Nebula", with several Hubble Space Telescope photos
- APOD (2010-11-19) （页面存档备份，存于） – Nebulae in the Northern Cross, showing Veil Nebula to scale in Cygnus
- APOD (2010-09-16) （页面存档备份，存于） – Photo of the entire Veil Nebula
- APOD (2009-12-01) （页面存档备份，存于） – NGC 6992: Filaments of the Veil Nebula
- APOD (2003-01-18) （页面存档备份，存于） – Filaments in the Cygnus Loop
- APOD (1999-07-25) （页面存档备份，存于） – Shockwaves in the Cygnus Loop (and underlying HST photo （页面存档备份，存于）)
- Bill Blair (Johns Hopkins University) – Cygnus Loop HST Photo Release
- Bill Blair (Johns Hopkins University) – Photo combining optical and X-ray data
- Bill Blair (Johns Hopkins University) – Overview photo of Cygnus Loop and Veil Nebula
- WikiSky上关于The Veil Nebula的内容：DSS2, SDSS, GALEX, IRAS, 氢α, X射线, 天文照片, 天图, 文章和图片
- Veil Nebula at Constellation Guide （页面存档备份，存于）